# Ingrid Tschirch
Ingrid Tschirch (* 27. September 1945 in Ollerup, Fünen, als Ingrid Braemert; † 30. November 2018) war eine deutsche Tierärztin und Politikerin. Sie war von 1990 bis 1998 Mitglied im Landtag von Mecklenburg-Vorpommern (Linke Liste/PDS).
Tschirch erlernte nach dem Abitur den Beruf des Rinderzüchters, studierte Veterinärmedizin an der Universität Leipzig und wurde dort 1974 promoviert. Anschließend arbeitete sie als praktizierende Tierärztin, ab 1977 als Hygienetierärztin. 1990 wechselte sie an das Veterinäramt Parchim, wo sie als Sachgebietsleiterin Geflügelfleischbeschau tätig war.
Seit Juni 1994 war Tschirch Kreistagsabgeordnete im Landkreis Parchim. Bei der Landtagswahl in Mecklenburg-Vorpommern 1990 wurde sie für die Linke Liste/PDS über die Landesliste gewählt, ohne zunächst Parteimitglied zu sein. Sie war stellvertretende Vorsitzende ihrer Fraktion im Landtag.